# Anseau de Cayeux
Anseau de Cayeux († 1273) war ein Ritter des vierten Kreuzzuges und kurzzeitig ein Regent des lateinischen Kaiserreichs von Konstantinopel. Er stammte aus der Herrenfamilie von Cayeux-sur-Mer in der Picardie.

## Leben
Der französische Ritter, Heerführer und Chronist, Gottfried von Villehardouin, berichtet, dass Anseau zusammen mit Graf Hugo IV. von Saint-Pol im Frühjahr 1200 das Kreuz nahm. Bis zur Eroberung von Konstantinopel im April 1204 wird Anseau erneut im Gefolge des Grafen genannt. Nach einem Brief des Grafen war Anseau einer der Ritter die nach der Eroberung von Zara für den Umweg des Kreuzzuges nach Konstantinopel stimmten. Nachdem Graf Hugo 1205 gestorben war, schloss sich Anseau dem Gefolge Heinrich von Flandern, dem jüngeren Bruder des zum Kaiser gewählten Balduin I., an. Nachdem der Kaiser im April 1205 in der Schlacht von Adrianopel in bulgarische Gefangenschaft geraten war, wurde Heinrich von Flandern zum Regenten des Kaiserreichs ernannt. Von ihm wurde Anseau 1206 zum Kommandanten der Garnison von Bizye (heute Vize) ernannt, die aus sechs weiteren Rittern und einer größeren Anzahl Gebirgsjägern bestand. Die Stadt verteidigte er anschließend erfolgreich gegen den Bulgarenherrscher Kalojan (Johannitzes), während die meisten anderen Städte Thrakiens von diesem erstürmt wurden.
Auch in den nächsten Jahren findet Anseau Erwähnung in der Chronik des Henri de Valenciennes, von diesem Ansil de Kaeu genannt, an der Seite des Regenten und seit 1206 des Kaisers Heinrich. Gemeinsam mit Conon de Béthune führte er 1207 am Golf von Volos erfolglose Verhandlungen mit den Lombarden unter Ravano dalle Carceri, welche sich weigerten die Oberhoheit Kaiser Heinrichs anzuerkennen.
Nach dem Tod des Mitkaisers Johann von Brienne im März 1237 übernahm Anseau die Regentschaft im Kaiserreich, das sich faktisch nur noch auf Konstantinopel begrenzte, für den in Europa abwesenden Kaiser Balduin II. Seine Amtsbezeichnung lautete dabei Bailli. In diesem Amt wurde er nur ein Jahr später von Narjot de Toucy abgelöst.

## Familie
Um das Jahr 1230 heiratete Anseau die byzantinische Prinzessin Eudokia Laskarina, eine Tochter des Exilkaisers Theodor I. Laskaris. Die Prinzessin war ursprünglich mit Kaiser Robert verlobt gewesen, wurde von diesem dann aber verstoßen, was ihm wiederum den Thron gekostet hatte.
Wahrscheinlich war Anseau de Cayeux identisch mit dem urkundlich erwähnten Mann Anselino de Cazeu Camerario Imperii Romanie, der sich im Jahr 1269 am Hof Karls von Anjou in Neapel aufhielt und dort das Erbe seiner Tochter regelte. Ist dies der Fall hätte er den Anfang (1204) und das Ende (1261) des lateinischen Kaiserreichs erlebt. Ein Sohn von ihm war möglicherweise Anseau de Chau, welcher 1273 als Generalvikar Karls von Anjou in Albanien diente und mit der serbischen Königin Jelena Anžujska (Helena von Anjou) verschwägert war.